# Ali-Ollie Woodson
Ali-Ollie Woodson, eigentlich Ollie Cregget, (* 12. September 1951 in Detroit, Michigan; † 30. Mai 2010 in Kalifornien) war ein US-amerikanischer Soulsänger, der insbesondere durch seine Tätigkeit bei The Temptations bekannt wurde.

## Leben
Ali-Ollie Woodsons musikalische Karriere begann in den frühen 1970ern bei Bill Pinkney’s Original Drifters. Anschließend wechselte er zu Harold Melvin and the Blue Notes und sang auch auf den späteren Alben von Teddy Pendergrass. Er war außerdem Backgroundsänger für Whitney Houston, Rachelle Ferrell und Aretha Franklin.
1984 schloss er sich den Temptations an. Er ersetzte den damaligen Lead-Sänger Dennis Edwards für das Album Truly for You. Der von Earth,-Wind-and-Fire-Gitarrist Al McKay produzierte Tonträger gilt als das stärkste Temptations-Album in den 1980ern und sicherte Woodsons Verbleib in der Soulband. Als Songwriter beteiligte er sich an der Hit-Single Treat Her Like a Lady. Auch am Album To Be Continued… (1986) beteiligte sich Woodson, dann kam Edwards für ein Jahr zurück zu den Temptations. Nach dessen erneutem Ausstieg blieb Woodson bis 1996 einer der Haupt-Sänger der Gruppe.
In den späteren 1990ern arbeitete Woodson wieder als Background-Sänger und gründete die Coverband Emperors of Soul, die Temptations- und Motown-Klassiker auf der Bühne präsentierte. 2001 erschien sein Soloalbum Right Here All Along. 2003 trat Woodson als Duett-Partner von Aretha Franklin bei dem Konzert-Special Rhythm, Soul & Love für den Fernsehsender PBS auf. Bis 2008 trat Woodson noch mit mehreren Gruppen, unter anderem mit The Temptations Revue zusammen mit Dennis Edwards auf. Trotz Gerüchten um eine schwere Erkrankung von Woodson erschien 2009 sein zweites Soloalbum Never Give Up, und er trat auch weiterhin live auf. Woodson verstarb am 30. Mai 2010 in Südkalifornien an den Folgen einer Leukämie-Erkrankung.

## Diskografie (Auswahl)
Soloalben
- Right Here All Along (2001)
- Never Give Up (2009)

Mit den Temptations
- Truly for You (1984)
- Touch Me (1985)
- To Be Continued… (1985)
- 25th Anniversary (1986)
- Special (1989)
- Milestone (1991)
- Emperors of Soul (1994)
- For Lovers Only (1995)

Gastauftritte
- Bruce Willis: The Return of Bruno (1987)
- Smokey Robinson: One Heartbeat (1987)
- Rod Stewart: Vagabond Heart (1991)
- Paul Jackson Jr.: A River in the Desert (1993)
- The Fifth Dimension: In the House (1995)
- Paul Jackson Jr.: Never Alone (1996)
- The Drifters: In the Valley (1996)
- Ringo Starr: Vertical Man (1998)
- Bobby Womack: Back to my Roots (1999)
- Chocolate Bandit: Lyrical Warfare (2001)